# 獅子山
獅子山 （ししざん、広東語読み: シジサン）、あるいはライオンロック（英: Lion Rock）は、香港にある標高495mの岩山である。獅子山郊野公園（ライオンロックカントリーパーク）に属しており、日本の富士山が日本の象徴の一つとして扱われているように、香港人にとって獅子山は香港の象徴の一つであるとされる。

## 名前の由来
山頂から突き出ている岩が、ライオンの頭部のような形をしていることからこの名前が付いた。

## 位置
九龍塘と大圍の間に位置する新界にある。マクレホース・トレイルの第5路段の経路上にあるが登頂ルートはトレイルの一部ではない。

## 歴史と文化
第二次世界大戦、国民党と共産党の間の内戦、そして中華人民共和国の成立とそれに伴う政治的混乱のために、中国本土から多くの避難民が次々と香港に逃げ込んできた。 獅子山がはっきりと見える九龍は、最も人口の多い場所になった｡山の麓に不法占拠者の住みかや、スラム、公営住宅、旧式工場ビル、コテージ工場などが次々と建設され、香港が貧困から再建され、発展していく時代を刻んだ｡  1972年から1994年にかけて、RTHKが制作した当時の典型的な庶民群像を描写するテレビシリーズ「獅子山の下」とカントポップのスター、ロマン・タムが歌うシリーズの名を冠した主題歌「獅子山の下」は、共に香港の人々の心に触れた。それ以来、「獅子山下精神」という言葉は香港精神の代名詞となった。

## 登山
マクレホース・トレイルの第5路段が獅子山山頂から約0.5キロ下、北側の山腹を通過している。公式の登山道はそこから2か所の分岐路で、西側のサミット(通称:獅頭)或るいは東側のサミット(通称:獅尾)に至る。他にも難易度の高い非公式な登山道(例:獅尾脊)がいくつかある。
香港政府の統計によると、獅子山山頂とその尾根は香港のハイカーにとって16の「リスクの高い場所」の1つであり、公式の登山道ですら転落事故が多発した。このため、獅子山の登山に際しては必ず足元に気をつけ、最も安全な道をたどることが推奨されている。

## 事故
獅子山の頂上とその尾根は狭く険しく、転落事故が時々発生している。死亡例は次の通り。
2007年4月1日、48歳の女性が仲間と一緒に登山中道に迷い、100メートルの崖から転落して死亡。
2008年9月10日、26歳の男性が40メートルの崖から転落して死亡。
2011年11月、73歳の男性が山頂にある崖から転落して死亡。
2016年3月12日、22歳の男性が一人で頂上に登って写真を撮った際つまずき、崖から400メートル落下して死亡。
2019年10月5日、西側の崖の20メートル下の斜面で、女性の遺体が発見。
2020年1月28日、西側のサミット下200メートルの斜面で、男性の遺体が発見。
2020年11月21日、56歳の女性が30メートルの崖から転落して死亡。